# Tartu bykommune
Tartu bykommune (estisk: Tartu linn) er en bykommune (estisk: linn) i det sydøstlige Estland.
Tartu bykommune ligger i amtet Tartumaa. Hovedbyen er byen Tartu. Kommunen har et areal på 154 km2
og et befolkningstal på 101.032 (2024) indbyggere.